# Le Mariage (Gogol)
Pour les articles homonymes, voir Mariage (homonymie).
Le Mariage (ou Hyménée), (en russe : Женитьба) sous-titré Une aventure parfaitement invraisemblable en deux actes, est une pièce de théâtre de Nicolas Gogol écrite entre 1833 et 1835, profondément remaniée en 1841 et créée à Saint-Pétersbourg en 1842.

## Personnages
- Agafia Agafonova, fille de marchand, la fiancée
- Arina Pantéleïmonovna, sa tante
- Fiokla Ivanovna, la marieuse
- Douniachka, la bonne d'Agafia Agafovna
- Kapitotalov, fonctionnaire, conseiller surnuméraire
- Plikapolov, son ami
- Omelette, huissier
- Mamimine, officier d'infanterie à la retraite
- Chikine, marin
- Pépev, marchand,
- Stéphane, domestique de Kapilotadov

## Enregistrement audio
La pièce a été diffusée le 3 décembre 1953 dans le cadre de l'émission radiophonique Le Théâtre où l'on s'amuse, dans une adaptation de Philippe Soupault, interprétée par Louis de Funès, Odette Laure, Pierre Dac, Michel Serrault, Roger Pierre, Mona Goya, Geneviève Morel, conservée aux archives sonores, elle est accessible en ligne.     

## Postérité
Dans le roman d'Ilf et Petrov, Les Douze Chaises, les deux protagonistes assistent à une représentation du Mariage, représentation ridicule, « modernisée » et adaptée au goût soviétique de l'époque de la NEP.

## Éditions françaises
- Nicolas Gogol (trad. du russe par André Barsacq, préf. Gustave Aucouturier), Œuvres complètes, Paris, Gallimard, coll. « Bibliothèque de la Pléiade » (no 185), 1980 (1re éd. 1966), 1958 p., « Hyménée »
- Nicolas Gogol (trad. du russe par André Markowicz, préf. André Markowicz), Théâtre complet, Arles, Actes Sud, coll. « Babel » (no 777), 2006, 704 p., poche (ISBN 978-2-7427-6364-1), « Le Mariage »